# Douglas Correia
Douglas Correia (San Paolo, 12 febbraio 1982) è un ex giocatore di calcio a 5 brasiliano naturalizzato italiano.

## Carriera

### Club
Centrale mancino utilizzato all'occorrenza come laterale difensivo, esordisce in Serie A non ancora ventenne con la maglia del Bellona. Dopo due anni di tentativi, nella stagione 2004-05 la Lazio convince la società campana a cedere il giocatore, salvo poi venderlo al Napoli nel dicembre successivo. Con i partenopei vince immediatamente sia la Coppa Italia di Serie A2 sia i play-off promozione, facendo ritorno nella massima serie, dove disputa per due stagioni consecutive i play-off scudetto. Nel 2007 è acquistato dalla neopromossa Pro Scicli con la cui maglia si consacrerà definitivamente in Serie A. Al termine della stagione 2008-09, conclusasi con la retrocessione dei siciliani, il Pescara comunica di aver ingaggiato il giocatore, legatosi alla società adriatica per le successive tre stagioni. Il campionato più ricco di soddisfazioni è però il 2010-11 quando la squadra di Mario Patriarca, capovolgendo i pronostici, contende in finale lo scudetto alla Marca dopo aver eliminato Lazio e Luparense. A Pescara rimane fino al dicembre 2012 quando si trasferisce al Loreto Aprutino con cui raggiunge la semifinale play-off di Serie A2. Rimasto svincolato al termine della stagione, accetta di scendere ulteriormente di categoria per indossare la maglia del blasonato Montesilvano, iscrittosi in Serie B a causa delle difficoltà economiche. Disponendo di un organico eccellente (oltre allo stesso Correia ne facevano parte Júnior, Burato e Bordignon), la squadra infranse numerosi record della categoria, concludendo la stagione senza aver mai perso né pareggiato: 20 vittorie su altrettanti incontri certificarono la vittoria del proprio girone, 5 affermazioni in altrettante gare permisero invece la vittoria della Coppa Italia di Serie B. La stagione seguente realizza 21 reti in Serie A2, contribuendo in maniera determinante alla seconda promozione consecutiva dei gabbiani, ottenuta attraverso la vittoria dei play-off.
Correa tuttavia non rimane al Montesilvano, accasandosi al Real Dem in Serie B.

### Nazionale
In possesso della doppia cittadinanza, dopo alcune presenze con la selezione sperimentale ("Italia 2"), nel 2002 debutta nella nazionale maggiore durante la gestione tecnica di Alessandro Nuccorini.

## Palmarès
- Campionato di Serie A2: 1
Civitella: 2017-18 (girone A)
- Coppa Italia di Serie A2: 1
Napoli: 2004-05
- Campionato di Serie B: 3
Montesilvano: 2013-14 (girone C)
Real Dem: 2015-16 (girone D)
Civitella: 2016-17 (girone D)
- Coppa Italia di Serie B: 1
Montesilvano: 2013-14